# Nguyên Xá, Vũ Thư
Nguyên Xá là một xã cũ thuộc huyện Vũ Thư, tỉnh Thái Bình, Việt Nam.

## Địa lý - Hành chính
Địa giới hành chính xã phía Đông giáp xã Song An; phía Tây giáp với sông Hồng (bên kia sông là tỉnh Nam Định); phía Nam giáp xã Vũ Tiến; phía Bắc giáp xã Hòa Bình.

## Lịch sử
Theo Nghị quyết số 1666/NQ-UBTVQH15 ra tháng 6 năm 2025, sáp nhập tỉnh Thái Bình vào tỉnh Hưng Yên, giải hai thể đơn vị hành chính là huyện Vũ Thư và Thành phố Thái Bình.
Thành lập phường Vũ Phúc thuộc tỉnh Hưng Yên trên cơ sở hợp nhất diện tích tự nhiên và dân số của 3 xã của huyện Vũ Thư là Nguyên Xá, Song An, Trung An và hai địa phương thuộc Thành phố Thái Bình là xã Vũ Phúc và phường Phú Khánh.

## Kinh tế
Kinh tế xã trước phát triển chủ yếu là nông nghiệp. Ngoài ra, xã từng phát triển ngành thủ công mỹ nghệ mây tre đan và nghề mộc.

## Di tích - Danh thắng
Từ đường dòng họ Hoàng tại thôn Hoàng Xá (Nguyên Xá). Nơi đây phối thờ Hoàng Công Chất.
Từ đường dòng họ Phạm tại thôn Hoàng Xá (Nguyên Xá). Nơi đây phối thờ Phạm Tư Trực.
Chùa cổ tại thôn Ngô Xá.